# Himesh Patel
Himesh Jitendra Patel es un actor británico, protagonista de la serie de HBOMAX Station Eleven, también conocido por interpretar a Tamwar Masood en la telenovela EastEnders y por protagonizar la película Yesterday.

## Carrera
El 1 de octubre de 2007, se unió al elenco de la exitosa serie británica EastEnders, donde interpretó a Tamwar Masood, el hijo menor de Masood Ahmed y Zainab Masood, hasta el 21 de abril de 2016.
En 2010 interpretó de nuevo a Tamwar en el spin-off de la serie, llamado EastEnders: E20.

## Filmografía

### Películas
| Año  | Título         | Personaje       |
| ---- | -------------- | --------------- |
| 2019 | Yesterday      | Jack Malik      |
| 2019 | The Aeronauts  | John Trew       |
| 2020 | Tenet          | Mahir           |
| 2021 | Don't Look Up  | Phillip         |
| 2022 | Enola Holmes 2 | Dr. John Watson |
| 2023 | Good Grief     | Thomas          |

### Series de televisión
| Año         | Título          | Personaje        | Notas                  |
| ----------- | --------------- | ---------------- | ---------------------- |
| 2007 - 2016 | EastEnders      | Tamwar Masood    | 566 episodios          |
| 2010        | EastEnders: E20 | Tamwar Masood    | episodio # 1.8         |
| 2022        | Station Eleven  | Jeevan Chaudhary | 10 episodios           |
| 2023        | Black Mirror    | Krish TV         | Episodio Joan Is Awful |

### Guionista
| Año  | Título          | Notas                      |
| ---- | --------------- | -------------------------- |
| 2011 | EastEnders: E20 | guionista - episodio # 3.1 |

## Premios y nominaciones
| Año  | Categoría            | Premio            | Serie      | Resultado |
| ---- | -------------------- | ----------------- | ---------- | --------- |
| 2010 | Funniest Performance | Inside Soap Award | EastEnders | Nominado  |